# Sideris Tasiadis
Sideris Tasiadis (født 7. maj 1990) er en tysk kanoroer, som har specialiseret sig i  kano sprint.
Han repræsenterede Tyskland under Sommer-OL 2012 i London, hvor han vandt sølv i C-1 slalom.